# Ennon III de Frise orientale
Ennon III est un prince de la maison Cirksena né le 30 septembre 1563 à Aurich et mort le 19 août 1625 à Leerort. Il est comte de Frise orientale de 1599 à sa mort.

## Biographie
Ennon III est le fils aîné du comte Edzard II et de son épouse, la princesse suédoise Catherine Vasa. Il est fiancé en 1577 à Walburgis de Rietberg, l'héritière du Harlingerland. Après leur mariage, en 1581, Ennon s'installe à Esens, dans le Harlingerland, où il bénéficie d'une certaine indépendance vis-à-vis de son père. Sa femme meurt cinq ans plus tard, peu après leur troisième enfant et seul fils, Jean-Edzard. La question de l'héritage du Harlingerland se pose alors. En 1600, Ennon conclut le traité de Berum (de) avec les deux filles qu'il a eues avec Walburgis, Sabine-Catherine (en) et Agnès (de), qui renoncent à leurs droits sur cette région en échange d'une somme d'argent.
Ennon III devient comte de Frise orientale à la mort de son père, en 1599. Son règne commence sous de bons auspices : il conclut la même année le concordat d'Emden (de) avec les bourgeois d'Emden, principale ville du comté. Cet accord semble régler de manière définitive les relations entre le comte et les États du comté, mais le manque d'argent contraint rapidement Ennon à lever un impôt que les États n'acceptent pas. La situation dégénère en véritable guerre civile entre le comte et la ville d'Emden. Cette dernière fait appel aux Provinces-Unies, dont les troupes écrasent en 1602 les mercenaires recrutés par Ennon. Une garnison néerlandaise reste par la suite présente à Emden jusqu'à la fin de l'indépendance du comté, en 1744. En vertu de l'accord d'Osterhusen (de), conclu en 1611 avec la médiation des Provinces-Unies, le comte doit reconnaître une forte limitation de ses prérogatives au profit des États du comté. Il doit également céder aux Néerlandais la forteresse de Leerort. La domination des Provinces-Unies est alors telle qu'Ennon envisage de demander que son comté les rejoigne complètement, une idée que les États rejettent.
La guerre de Trente Ans éclate en 1618. Bien que la Frise orientale ne fasse pas partie des belligérants, elle est directement touchée par le conflit, car elle sert de quartiers d'hiver aux mercenaires du général protestant Ernst von Mansfeld à partir de 1621. Mansfeld et ses hommes se livrent à de nombreuses exactions dans tout le comté, sans que le comte Ennon ne soit en mesure de les arrêter. La fin de son règne est également marquée par un raz-de-marée qui ravage le littoral de la Frise orientale en février 1625.

## Généalogie

### Mariages et descendance
Ennon III épouse en premières noces en 1581 Walburgis (1556-1586), fille du comte Jean II de Rietberg (de). Ils ont trois enfants :
- Sabine-Catherine (en) (11 août 1582 – 31 mai 1618), épouse en 1601 le comte Jean III de Frise orientale, son oncle ;
- Agnès (de) (1er janvier 1584 – 28 février 1616), épouse en 1603 le prince Gundakar de Liechtenstein ;
- Jean-Edzard (10 mai 1586 – 20 mai 1586).

Le 28 janvier 1598, Ennon III se remarie avec Anne (1575-1625), fille du duc Adolphe de Holstein-Gottorp. Ils ont cinq enfants :
- Edzard-Gustave (15 avril 1599 – 18 ou 19 avril 1612) ;
- Anne-Marie (23 juin 1601 – 4 septembre 1634), épouse en 1622 le duc de Mecklembourg-Schwerin Adolphe-Frédéric Ier ;
- Rodolphe-Christian (2 juin 1602 – 16 avril 1628), comte de Frise orientale ;
- Ulrich II (6 juillet 1605 – 1er novembre 1648), comte de Frise orientale.
- Christine-Sophie (26 septembre 1609 – 20 mars 1658), épouse en 1632 le landgrave de Hesse-Butzbach Philippe III.

### Ascendance
|  |                                                     |  |  |  |  |  |  |  |  |  |  |  |  |  |  |  |
|  | 8. Edzard Ier, comte de Frise orientale (1461-1528) |  |  |  |  |  |  |  |  |  |  |  |  |  |  |  |
|  |                                                     |  |  |  |  |  |  |  |  |  |  |  |  |  |  |  |
|  |                                                     |  |  |  |  |  |  |  |  |  |  |  |  |  |  |  |
|  | 4. Ennon II, comte de Frise orientale (1505-1540)   |  |  |  |  |  |  |  |  |  |  |  |  |  |  |  |
|  |                                                     |  |  |  |  |  |  |  |  |  |  |  |  |  |  |  |
|  |                                                     |  |  |  |  |  |  |  |  |  |  |  |  |  |  |  |
|  | 9. Élisabeth de Rietberg (de) (vers 1483-1512)      |  |  |  |  |  |  |  |  |  |  |  |  |  |  |  |
|  |                                                     |  |  |  |  |  |  |  |  |  |  |  |  |  |  |  |
|  |                                                     |  |  |  |  |  |  |  |  |  |  |  |  |  |  |  |
|  | 2. Edzard II, comte de Frise orientale (1532-1599)  |  |  |  |  |  |  |  |  |  |  |  |  |  |  |  |
|  |                                                     |  |  |  |  |  |  |  |  |  |  |  |  |  |  |  |
|  |                                                     |  |  |  |  |  |  |  |  |  |  |  |  |  |  |  |
|  | 10. Jean V, comte d'Oldenbourg (1460-1526)          |  |  |  |  |  |  |  |  |  |  |  |  |  |  |  |
|  |                                                     |  |  |  |  |  |  |  |  |  |  |  |  |  |  |  |
|  |                                                     |  |  |  |  |  |  |  |  |  |  |  |  |  |  |  |
|  | 5. Anne d'Oldenbourg (1501-1575)                    |  |  |  |  |  |  |  |  |  |  |  |  |  |  |  |
|  |                                                     |  |  |  |  |  |  |  |  |  |  |  |  |  |  |  |
|  |                                                     |  |  |  |  |  |  |  |  |  |  |  |  |  |  |  |
|  | 11. Anne d'Anhalt-Zerbst (morte en 1531)            |  |  |  |  |  |  |  |  |  |  |  |  |  |  |  |
|  |                                                     |  |  |  |  |  |  |  |  |  |  |  |  |  |  |  |
|  |                                                     |  |  |  |  |  |  |  |  |  |  |  |  |  |  |  |
|  | 1. Ennon III, comte de Frise orientale (1563-1625)  |  |  |  |  |  |  |  |  |  |  |  |  |  |  |  |
|  |                                                     |  |  |  |  |  |  |  |  |  |  |  |  |  |  |  |
|  |                                                     |  |  |  |  |  |  |  |  |  |  |  |  |  |  |  |
|  | 12. Erik Johansson Vasa (vers 1470-1520)            |  |  |  |  |  |  |  |  |  |  |  |  |  |  |  |
|  |                                                     |  |  |  |  |  |  |  |  |  |  |  |  |  |  |  |
|  |                                                     |  |  |  |  |  |  |  |  |  |  |  |  |  |  |  |
|  | 6. Gustave Ier, roi de Suède (1496-1560)            |  |  |  |  |  |  |  |  |  |  |  |  |  |  |  |
|  |                                                     |  |  |  |  |  |  |  |  |  |  |  |  |  |  |  |
|  |                                                     |  |  |  |  |  |  |  |  |  |  |  |  |  |  |  |
|  | 13. Cecilia Månsdotter Eka (vers 1476-1523)         |  |  |  |  |  |  |  |  |  |  |  |  |  |  |  |
|  |                                                     |  |  |  |  |  |  |  |  |  |  |  |  |  |  |  |
|  |                                                     |  |  |  |  |  |  |  |  |  |  |  |  |  |  |  |
|  | 3. Catherine Vasa (1539-1610)                       |  |  |  |  |  |  |  |  |  |  |  |  |  |  |  |
|  |                                                     |  |  |  |  |  |  |  |  |  |  |  |  |  |  |  |
|  |                                                     |  |  |  |  |  |  |  |  |  |  |  |  |  |  |  |
|  | 14. Erik Abrahamsson Leijonhufvud (mort en 1520)    |  |  |  |  |  |  |  |  |  |  |  |  |  |  |  |
|  |                                                     |  |  |  |  |  |  |  |  |  |  |  |  |  |  |  |
|  |                                                     |  |  |  |  |  |  |  |  |  |  |  |  |  |  |  |
|  | 7. Marguerite Lejonhufvud (1516-1551)               |  |  |  |  |  |  |  |  |  |  |  |  |  |  |  |
|  |                                                     |  |  |  |  |  |  |  |  |  |  |  |  |  |  |  |
|  |                                                     |  |  |  |  |  |  |  |  |  |  |  |  |  |  |  |
|  | 15. Ebba Eriksdotter Vasa (vers 1490-1549)          |  |  |  |  |  |  |  |  |  |  |  |  |  |  |  |
|  |                                                     |  |  |  |  |  |  |  |  |  |  |  |  |  |  |  |
|  |                                                     |  |  |  |  |  |  |  |  |  |  |  |  |  |  |  |